# یولین استاسن
یولین استاسن (انگلیسی: Julien Stassen؛ زادهٔ ۲۰ اکتبر ۱۹۸۸ ‏(۳۶ سال)) دوچرخه‌سوار اهل بلژیک است.
از باشگاه‌هایی که در آن بازی کرده‌است می‌توان به دابلیوبی ورانکلاسیک آکوا پروتکت اشاره کرد.